# Pony Express (США)
«По́ни-экспре́сс» (англ. Pony Express, или Central Overland California and Pikes Peak Express Company) — небольшая американская курьерская компания XIX века, поддерживавшая конную почту в Северной Америке. Просуществовала около полутора лет (с апреля 1860 по октябрь 1861 года) и стала нарицательной из-за девиза «Почта должна быть доставлена любой ценой».

## История
Основной задачей компании была доставка почты от Атлантического океана (из Сент-Джозефа, Миссури) до Тихого океана (в Сакраменто) за 10 дней.
Автор идеи «Пони-экспресс», Бенджамин Фиклин (Benjamin Franklin Ficklin), работал управляющим маршрутами в компании Russell, Majors and Waddell. Он и совладелец компании Уильям Расселл (William Hepburn Russell) за два месяца построили на пути протяженностью в 2 тысячи миль (3106 км) и через каждые 10—15 миль станции, на которых менялись лошади. Из-за дороговизны операций (при доходах 90 тысяч, потеряно — 200 тысяч долларов), а также из-за бандитских нападений и, главное, из-за развивавшейся технологии телеграфа, компания была в итоге разорена.
Первые курьеры одновременно отправились в путь 3 апреля 1860 года из Сент-Джозефа и Сакраменто.
Снаряжение курьера состояло из двух револьверов Кольта, бляхи, охотничьего ножа и седельной сумки, называемой мочила (mochila), весом не более 20 фунтов (10 кг), на каждом углу которой находилось по карману — кантине (cantina), в которых содержался почтовый груз. Кантины запирались на замок, ключи от которого хранились в начале и в конце маршрута. На станциях курьер за 2 минуты должен был спешиться, снять с седла мочилу, накинуть её на свежую лошадь, и поехать дальше. Курьеры получали 25 долларов в неделю (чернорабочие в те времена получали около 1 доллара в неделю). Одним из самых известных (впоследствии) курьеров был Буффало Билл.
С марта 1861 года «Пони-экспресс» курсировала по сокращённому маршруту, а 24 октября того же года было объявлено о прекращении существования компании, которая не выдержала конкуренции со свежепроложенным телеграфным сообщением.
- Памятник «Пони-экспресс» в Миссури
- Фрэнк Вебнер, курьер «Пони-экспресс»
- Маршрут «Пони-экспресс» через Юту
- Исторический знак «Пони-экспресс» на дороге в Неваде
- Марка местной почты, отпечатанная компанией Wells Fargo и погашенная в городе Вирджиния-Сити (1862, 25 центов)

## Прочее
Музей, посвящённый «Пони-экспресс», находится в сохранившейся отправной станции маршрута в городе Сент-Джозеф.
С 1992 года существует российская фирма экспресс-почты — ОАО «Фрейт линк», созданная в Москве и имеющая офисы в России, Казахстане, Украине и Армении, которая пользуется торговой маркой «Pony Express».